# Bathyphantes
Genre
Synonymes
- Bathyphantoides Kaston, 1948
- Oreodia Hull, 1950
- Magniphantes Ivie, 1969
- Weyerphantes Ivie, 1969

Bathyphantes est un genre d'araignées aranéomorphes de la famille des Linyphiidae.

## Distribution
Les espèces de ce genre se rencontrent en Amérique, en Asie, en Europe, en Afrique et en Océanie.

## Liste des espèces
Selon World Spider Catalog (version 26, 14/04/2025) :
- Bathyphantes alameda Ivie, 1969
- Bathyphantes alascensis (Banks, 1900)
- Bathyphantes alboventris (Banks, 1892)
- Bathyphantes ansulis Irfan, Zhang & Peng, 2022
- Bathyphantes approximatus (O. Pickard-Cambridge, 1871)
- Bathyphantes bishopi Ivie, 1969
- Bathyphantes bohuensis Zhu & Zhou, 1983
- Bathyphantes brevipes (Emerton, 1917)
- Bathyphantes brevis (Emerton, 1911)
- Bathyphantes canadensis (Emerton, 1882)
- Bathyphantes castor Chamberlin, 1925
- Bathyphantes chico Ivie, 1969
- Bathyphantes diasosnemis Fage, 1929
- Bathyphantes dubius Locket, 1968
- Bathyphantes eumenis (L. Koch, 1879)
- Bathyphantes fissidens Simon, 1902
- Bathyphantes floralis Tu & Li, 2006
- Bathyphantes fragmitis Gnelitsa, 2021
- Bathyphantes gracilipes van Helsdingen, 1977
- Bathyphantes gracilis (Blackwall, 1841)
- Bathyphantes gulkana Ivie, 1969
- Bathyphantes helenae van Helsdingen, 1977
- Bathyphantes hirsutus Locket, 1968
- Bathyphantes humilis (L. Koch, 1879)
- Bathyphantes insulanus Holm, 1960
- Bathyphantes iviei Holm, 1970
- Bathyphantes jeniseicus Eskov, 1979
- Bathyphantes keeni (Emerton, 1917)
- Bathyphantes latescens (Chamberlin, 1919)
- Bathyphantes lennoxensis Simon, 1902
- Bathyphantes longiscapus Irfan, Zhang & Peng, 2022
- Bathyphantes magnus Irfan, Zhang & Peng, 2022
- Bathyphantes mainlingensis Hu, 2001
- Bathyphantes malkini Ivie, 1969
- Bathyphantes menyuanensis Hu, 2001
- Bathyphantes minor Millidge & Russell-Smith, 1992
- Bathyphantes montanus Rainbow, 1912
- Bathyphantes nangqianensis Hu, 2001
- Bathyphantes nigrinus (Westring, 1851)
- Bathyphantes orica Ivie, 1969
- Bathyphantes pallidus (Banks, 1892)
- Bathyphantes paracymbialis Tanasevitch, 2014
- Bathyphantes paradoxus Berland, 1929
- Bathyphantes parvulus (Westring, 1851)
- Bathyphantes pogonias Kulczyński, 1885
- Bathyphantes pseudogracilis Irfan, Zhang & Peng, 2025
- Bathyphantes rainbowi Roewer, 1942
- Bathyphantes reprobus (Kulczyński, 1916)
- Bathyphantes robustus Oi, 1960
- Bathyphantes sarasini Berland, 1924
- Bathyphantes setiger F. O. Pickard-Cambridge, 1894
- Bathyphantes similis Kulczyński, 1894
- Bathyphantes tagalogensis Barrion & Litsinger, 1995
- Bathyphantes umiatus Ivie, 1969
- Bathyphantes vittiger Simon, 1884
- Bathyphantes waneta Ivie, 1969
- Bathyphantes weyeri (Emerton, 1875)
- Bathyphantes yodoensis Oi, 1960
- Bathyphantes yukon Ivie, 1969

## Systématique et taxinomie
Ce genre a été décrit par Menge en 1866.
Oreodia a été placé en synonymie par Millidge et Locket en 1952.
Bathyphantoides a été placé en synonymie par Hackman en 1954.

## Publication originale
- Menge, 1866 : « Preussische Spinnen. Erste Abtheilung. » Schriften der Naturforschenden Gesellschaft in Danzig, (N.F.), vol. 1, p. 1-152 (texte intégral).